# Wings of a Butterfly
Wings of a Butterfly è un singolo del gruppo musicale finlandese HIM, pubblicato nel 2005 ed estratto dall'album Dark Light.
Sulla tracklist dell'album il brano è intitolato Rip Out the Wings of a Butterfly.

## Tracce
1. Wings of a Butterfly
2. Poison Heart (Ramones cover)

## Video
Il videoclip della canzone è stato girato a Los Angeles.